# Meniscium arborescens
Meniscium arborescens är en kärrbräkenväxtart som beskrevs av Alexander von Humboldt, Amp; Bonpl. och Carl Ludwig Willdenow. Meniscium arborescens ingår i släktet Meniscium och familjen Thelypteridaceae. Inga underarter finns listade.